# Michális Kakogiánnis
Michális Kakogiánnis (en griego: Μιχάλης Κακογιάννης; Limassol, Chipre, 11 de junio de 1922-Atenas, Grecia, 25 de julio de 2011) fue un prominente director teatral y cineasta greco-chipriota, más conocido por su película Zorba el griego (1964), que llevó a Broadway en 1983 en forma de musical. Buena parte de su trabajo tiene origen en los textos clásicos, especialmente en el autor de tragedias griegas Eurípides. Cacoyannis ha sido nominado en cinco oportunidades para el Premio Óscar, un récord para cualquier artista griego.

## Vida
Nacido en Limassol, Chipre, bajo el nombre Mikhalis Kakogiannis (Μιχάλης Κακογιάννης), Cacoyannis fue enviado a Londres para seguir estudios de Derecho; sin embargo, tras producir programas en idioma griego para la BBC durante la Segunda Guerra Mundial, Cacoyannis se percató de que su interés estaba en el cine. Así, llegó al teatro Old Vic, donde desarrolló una breve carrera como actor bajo el nombre "Michael Yannis" antes de empezar a trabajar en el cine. Debido a que tuvo problemas para encontrar un trabajo como director de cine en la industria cinematográfica británica, Cacoyannis regresó a Grecia, donde filmó su primera película, titulada Kyriakatiko xypnima (1953). Luego, se le ofreció la oportunidad de dirigir a Elizabeth Taylor y Marlon Brando en la película Reflejos de un ojo dorado, pero declinó tal oferta y finalmente dirigió este filme John Huston.
Cacoyannis ha trabajado en muchas ocasiones con la actriz griega Irene Papas, destacándose en las versiones fílmicas de las tragedias Electra e Ifigenia.
En 1971, filmó la tragedia de Eurípides Las troyanas, protagonizada por Katharine Hepburn, Irene Papas y  Vanessa Redgrave. Antes, en 1967 dirigió la versión lírica de A Electra le sienta bien el luto de Martin Levy en el Metropolitan Opera de Nueva York el 17 de marzo de 1967 con Evelyn Lear, Marie Collier y Sherrill Milnes dirigidos por Zubin Mehta.
Cacoyannis fue un amigo cercano de Darryl F. Zanuck y de George Cukor.

## Filmografía

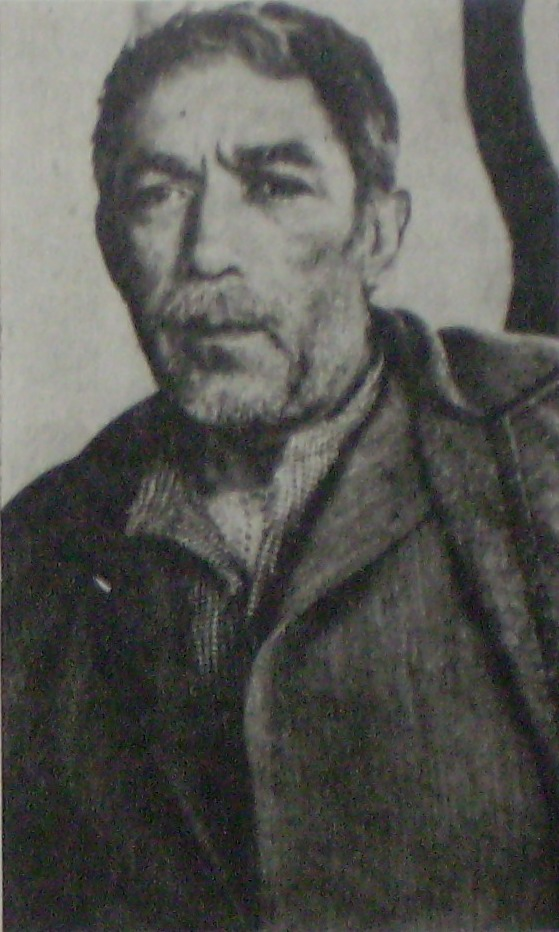
Anthony Quinn en el papel de Zorba el griego.

- El jardín de los cerezos  (1999): director, guionista y productor
- Pano kato ke plagios ("Arriba, abajo y a los lados") (1993): director, guionista y productor
- Glykeia patrida ("Dulce país") (1986): director, guionista y productor
- Ifigenia (1977): director y guionista
- Attilas '74 (1975): director y productor
- The Story of Jacob and Joseph (1974), director, music Mikis Theodorakis,[5]
- Las troyanas (1971): director, guionista y productor
- Otan ta psaria vgikan sti steria ("El día que el pez salió") (1967): director, guionista y productor
- Alexis Zorbas ("Zorba el griego") (1964): director, guionista y productor
- Electra (1962): director, guionista y productor
- Il Relitto (1961): director y guionista
- Eroica ("Nuestra última primavera") (1960): director, guionista y productor
- To telefteo psemma ("Una cuestión de dignidad") (1957): director, guionista y productor
- To koritsi me ta mavra ("Una muchacha de negro") (1956): director y guionista
- Stella (1955): director, guionista y productor
- Kyriakatiko xypnima (1954): director y guionista

## Teatro
- 1965: Las troyanas (Eurípides), adap. Jean-Paul Sartre
- 1966: Les Diables, New York
- 1967: A Electra le sienta bien el luto de 'Eugene O'Neill, New York
- 1968: Romeo y Julieta de William Shakespeare, TNP Théâtre de Chaillot[6]
- 1977: Las Bacantes de Euripides, Comédie-Française - Théâtre de l'Odéon
- 1983: Zorba, New York
- 1983: Electra, Epidauro

## Premios y distinciones
Premios Óscar
| Año  | Categoría                           | Película         | Resultado |
| ---- | ----------------------------------- | ---------------- | --------- |
| 1963 | Mejor película de habla no inglesa  | Electra          | Nominado  |
| 1965 | Mejor película                      | Zorba, el griego | Nominado  |
| 1965 | Mejor dirección                     | Zorba, el griego | Nominado  |
| 1965 | Mejor guion adaptado                | Zorba, el griego | Nominado  |
| 1978 | Mejor película en lengua extranjera | Ifigeneia        | Nominado  |

Festival Internacional de Cine de Cannes
| Año  | Categoría                        | Película | Resultado |
| ---- | -------------------------------- | -------- | --------- |
| 1962 | Mejor adaptación cinematográfica | Electra  | Ganador   |

Berlinale
- 1960: Oso de oro por "Nuestra última primavera" - nominado
- 1963: Premio David O. Selznick por "Elektra" - ganador

Premios Globo de Oro
- 1956: Mejor película en lengua extranjera por "Stella" - ganador
- 1957: Mejor película en lengua extranjera por "Una muchacha de negro" - ganador
- 1965: Mejor director por "Zorba el griego - nominado

Premios BAFTA
- 1966: Mejor película por "Zorba el griego - nominado

Asociación de críticos de cine de Nueva York
- 1964: Mejor película por "Zorba el griego - nominado
- 1964: Mejor director por "Zorba el griego - nominado
- 1964: Mejor guion por "Zorba el griego - nominado

Premio David de Donatello
- 1964: Placa especial para "Zorba el griego"

Festival de cine de Thessaloniki
- 1960: Premio por contribución especial - ganador
- 1961: Mejor director por "Nuestra última primavera" - ganador
- 1962: Mejor película por "Elektra" - ganador
- 1962: Mejor director por "Elektra" - ganador
- 1977: Mejor película por "Iphigenia" - ganador
- 1999: Premio del Sindicato de técnicos de cine y televisión por "The Cherry Orchard" - ganador

Festival Internacional de Cine de Moscú
- 1956: Medalla de plata para "Una muchacha de negro"

Festival de Cine de Edimburgo
- 1954: Diploma al Mérito por "Windfall in Athens"
- 1962: Diploma al Mérito por "Elektra"

Festival Internacional de Cine de Montreal
- 1999: Premio a la contribución especial - ganador

Festival de Cine de Jerusalén
- 1999: Premio a los logros de una vida entera - ganador

Festival de Cine de El Cairo
- 2001: Premio a los logros de una vida entera - ganador